# Caspicyclops mirabilis
Caspicyclops mirabilis – gatunek widłonoga z rodziny Cyclopidae; jedyny przedstawiciel rodzaju Caspicyclops. Gatunek i rodzaj opisał w 1986 roku ukraiński zoolog Władisław Monczenko.